# Silverio Capparoni

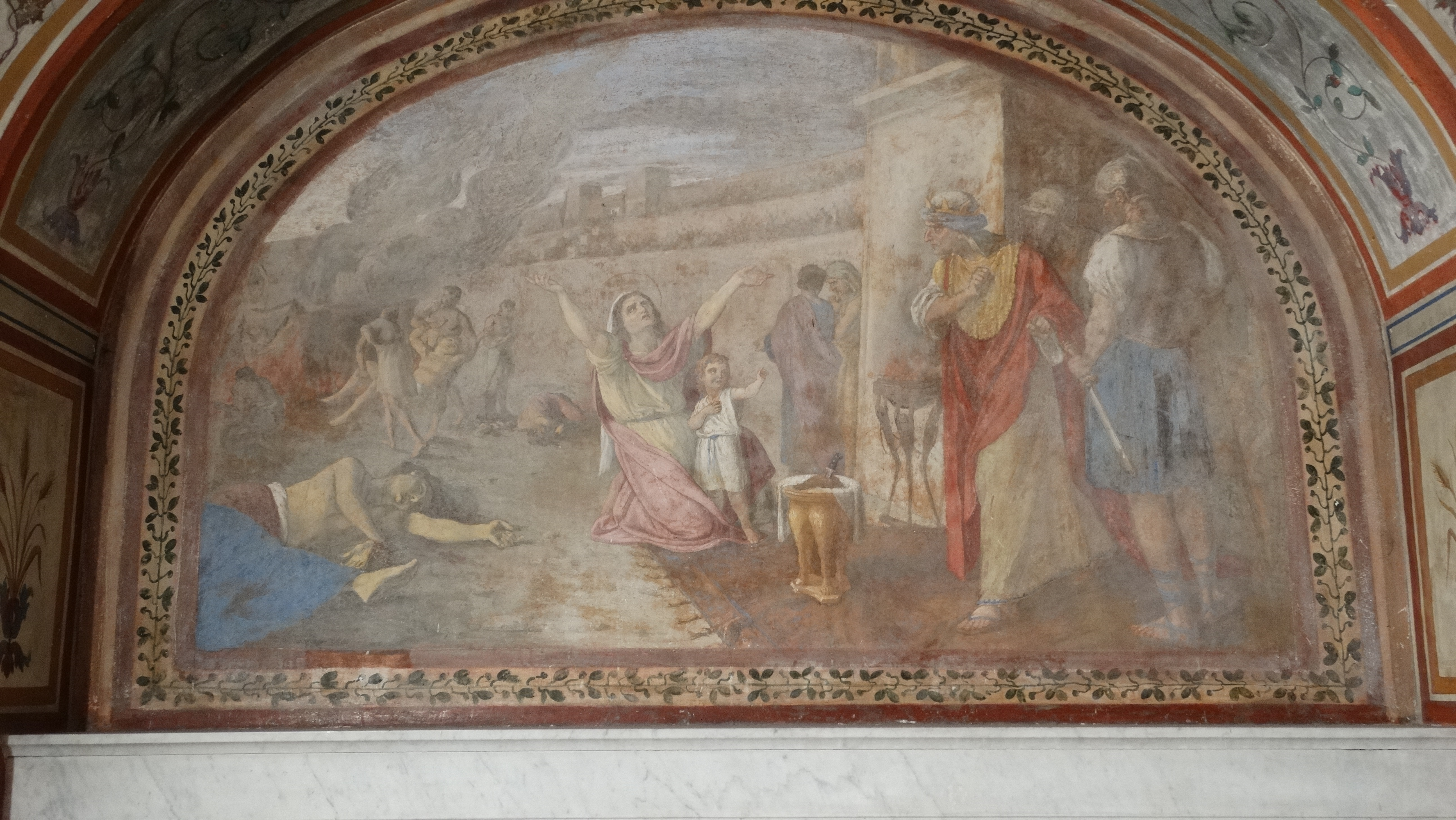
Silverio Capparoni, Martirio dei Fratelli Maccabei Roma, Cripta di San Pietro in Vincoli

Silverio Capparoni (Roma, 18 giugno 1831 – Roma, 28 gennaio 1907) è stato un pittore e decoratore italiano.

## Biografia
Era figlio del pittore e incisore Giuseppe (1800 ca.-1879) - che apparteneva a una famiglia romana legata alla Curia - e di Angela Antonelli. Suo nonno Gaspare (1761-1808), era stato scultore e incisore di gemme.
Dopo i primi insegnamenti paterni, Silverio Capparoni si formò alla scuola di Francesco Podesti e si dedicò prevalentemente alla pittura sacra, assecondando la maniera e il gusto del suo tempo.
Papa Pio IX, tornato dall'esilio, aveva promosso importanti restauri e modernizzazioni nelle chiese di Roma. Molti artisti furono chiamati a collaborare a questi progetti. Figura di spicco e ideatore di alcuni di questi interventi fu l'architetto Virginio Vespignani che, in nome del Purismo dell'epoca, sostituiva interamente decorazioni barocche oppure chiedeva restauri alle pitture del Seicento che ne alteravano e indurivano lo stile, intervenendo anche sulle strutture architettoniche.
Il primo lavoro affidato a Capparoni è stato un affresco che egli ha realizzato, tra il 1862 e il 1863, nella volta ellittica della Chiesa di San Giacomo in Augusta e che rappresenta la Gloria dell'Apostolo. La chiesa in quel periodo è stata completamente ritinteggiata e rivestita di nuovi decori.
Gli fu chiesto quindi di affrescare la Gloria di San Marcello, sopra l'altare maggiore della chiesa romana omonima, in via del Corso. In questa chiesa, restaurata da Virginio Vespignani, egli dipinse anche quattro Santi, sulla faccia interna dei pilastri della prima cappella a destra. Essi sono: San Pietro, San Paolo, Sant'Orsola e Santa Giacinta Marescotti.
Nel 1863 a Treia egli dipinse il sipario del Teatro, con episodi significativi della storia cittadina, come la cattura di Corrado di Antiochia nella Battaglia di Vallesacco. Il sipario si conserva, ma è danneggiato dall'uso.
Nel 1865, a imitazione degli antichi mosaici - ma anche influenzato dalla moda dei micro-mosaici, lanciata a Roma dall'orafo Augusto Castellani - Capparoni dipinse l'affresco Salvator Mundi, sulla facciata della basilica di San Lorenzo fuori le mura, Basilica che l'architetto Virginio Vespignani aveva appena finito di restaurare. Compì l'opera Alessandro Mantovani, creando lo sfondo al finto mosaico. Questo gusto di frammentare i tratti di colore - curioso e inedito esempio di pre divisionismo romano, che sembra non aver avuto seguito - si riscontra anche in coevi acquerelli di Capparoni che rappresentano bozzetti o studi di altari, con relativa pala.

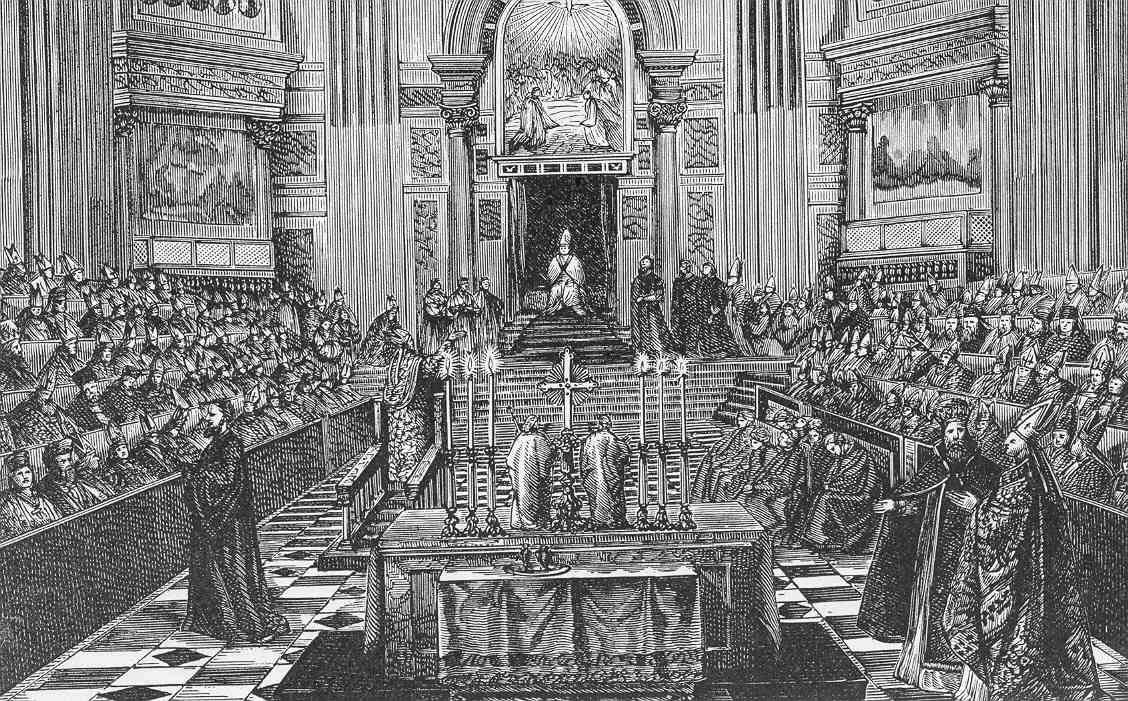
Concilio Vaticano I

Per il Concilio Vaticano I, inaugurato da Pio IX l'8 dicembre 1869, Capparoni fu uno degli artisti chiamati ad ornare l'aula conciliare - apparato effimero ricavato, sotto la guida del Vespignani, nel braccio destro del transetto della Basilica Vaticana - con dipinti rappresentanti i famosi Concili del passato.
Nella Basilica di Santa Maria in Trastevere egli eseguì affreschi del frontone, della facciata e del portico. Nella cappella della Congregazione dei figli dell'Immacolata Concezione nel 1877 dipinse la pala d'altare con L'Immacolata Concezione.
Nel 1876 Capparoni, per la Chiesa dei Santi Vincenzo e Anastasio a Trevi,  dipinse due affreschi nella terza cappella a destra, con le Storie di San Camillo. L'affresco di sinistra è firmato e datato.
Nella Chiesa di San Tommaso di Canterbury (già Trinità degli Scozzesi), in via di Monserrato, Capparoni affrescò il soffitto e le pareti della navata, raffigurandovi a finto mosaico busti di Santi racchiusi entro clipei. Intorno al 1880, per la prima cappella a destra della Chiesa di San Tommaso in Parione fu commissionata a Capparoni una Sacra Famiglia, di cui oggi non è rimasta traccia alcuna.
Nel 1888 ebbe anche l'incarico di dipingere, nella cripta della cappella del Seminario delle missioni straniere a Parigi, per gli altari laterali e per l'altare maggiore, nove quadri di Santi e una Ultima Cena. Altri dipinti di Capparoni sono la Sacra Famiglia nella Chiesa di San Giuseppe (Grottaferrata), la decorazione della sala del capitolo dell'Abbazia di Grottaferrata (1896), l'affresco Martirio dei Fratelli Maccabei nella cripta della Basilica di San Pietro in Vincoli, La Madonna nella Basilica di Sant'Andrea della Valle (nella seconda cappella Strozzi).
Tra il 1889 e il 1890 egli decorò la Chiesa dell'Immacolata Concezione - annessa al Collegio Pio Latino Americano, a Prati - che era stata ultimata nel 1888. Questo complesso chiesa-collegio fu demolito dopo il 1960 e nulla quindi è rimasto di questi affreschi. 
Nella nuova Chiesa di San Giuseppe di Cluny, in via Angelo Poliziano, per gli altari delle navate minori Capparoni, intorno al 1900, dipinse ad olio una Immacolata e una Apparizione del Sacro Cuore ad Anna Maria Javouhey, fondatrice della Congregazione delle suore di San Giuseppe.
Nello stile del paesaggio e del bozzetto agreste, cari alla pittura romana del tempo, Capparoni ha dipinto soggetti tratti dalla quotidianità, come i Somarelli al pozzo, oggi al Museo di Roma a palazzo Braschi. Nella Biblioteca dell'Accademia di San Luca ci sono i ritratti, eseguiti da Capparoni, dell'architetto G. Monaldi e del professore Vincenzo Zagari. Quest'ultimo ritratto è stato donato all'Accademia dall'artista, nel 1899.
Suo figlio era Pietro Capparoni (1868- 1947), medico e storico della medicina.

### Altre opere
- 1874-1876. Affreschi nelle lunette del Quadriportico del Cimitero del Verano.[2]
- 1876. Dipinti nel monumento temporaneo, a Ponte Sant'Angelo, dedicato a Pio IX.[3]
- Ritratto del cardinale Antonio Tosti, Bibliotecarius XXX. (Quadreria della Biblioteca apostolica vaticana)